# Ketelvaart

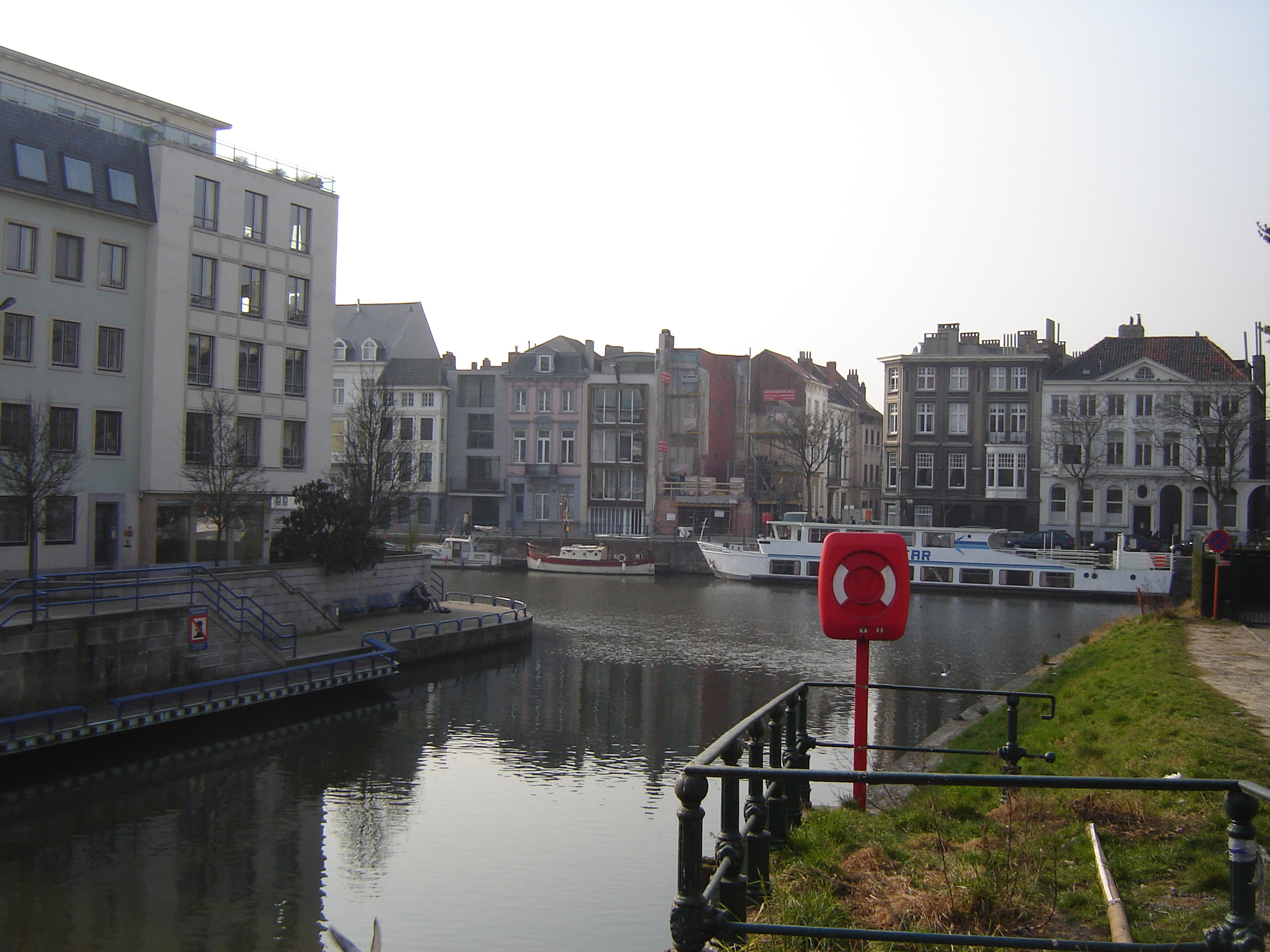
Enllaç amb el Leie

El Ketelvaart també anomenat Ketelvest enllaça el Leie amb l'Escalda a Gant. Amb els seus 800 metres és un dels canals més curts però també més vells de Bèlgica que des de gairebé un mil·lenni fa part de la xarxa de les vies navegables.

## Història
El canal es va construir a l'inici segle xii i feia part de les fortificacions de la ciutat medieval. Era una part del primer cinturó de fortificacions de la ciutat. Fins al 1777, una de les quatre portes de la ciutat, es trobava a ambdós marges del canal.